# Molpadicola orientalis
Molpadicola orientalis is een slakkensoort uit de familie van de Eulimidae. De wetenschappelijke naam van de soort is voor het eerst geldig gepubliceerd in 1957 door Grusov.